# Clidemia matudae
Clidemia matudae är en tvåhjärtbladig växtart som beskrevs av Louis Otho Otto Williams. Clidemia matudae ingår i släktet Clidemia och familjen Melastomataceae. Inga underarter finns listade i Catalogue of Life.